# 1859 na arte

## Nascimentos
| Data         | Nome            | Profissão                          | Nacionalidade                              | Observações | Ref |
| ------------ | --------------- | ---------------------------------- | ------------------------------------------ | ----------- | --- |
| 1 de janeiro | Henrique Pousão | pintor do Naturalismo              | Reino Unido de Portugal, Brasil e Algarves | m. 1884     |     |
| ??           | Júdice Fialho   | industrial e coleccionador de arte | Reino Unido de Portugal, Brasil e Algarves | m. 1934     |     |
| ??           | Otto Stark      | pintor impressionista              | Estados Unidos                             | m. 1926     |     |

## Mortes
| Data | Nome                      | Profissão                                | Nacionalidade | Observações | Ref |
| ---- | ------------------------- | ---------------------------------------- | ------------- | ----------- | --- |
| ??   | Joaquim Cândido Guilhobel | arquitecto, pintor, cartógrafo e militar | Portugal      | n. 1787     |     |